# Горюнов-Рольгизер, Михаил Владиславович
Михаи́л Владисла́вович Горюно́в-Рольгизер (род. 28 октября 2002, Челябинск) — российский хоккеист, нападающий «Трактора», выступающего в КХЛ.

## Карьера

### В клубе
Воспитанник челябинского «Трактора». С сезона 2019/20 выступает в МХЛ за команду «Белые медведи», а с сезона 2020/21 — за «Челмет» в ВХЛ.
В КХЛ дебютировал 7 февраля 2021 года в домашнем матче против ЦСКА, проведя на льду 7:57 минут. Всего в дебютном сезоне регулярного чемпионата провёл 7 матчей, а также 1 игру в плей-офф.

### В сборной
В составе молодёжной сборной России принимал участие в Кубке Чёрного моря 2021. На турнире провёл 3 матча, забросив 5 шайб, в том числе сделав хет-трик в игре против Латвии. В том же году вошёл в состав молодёжной сборной на Турнир четырёх наций.